# Katarina (Doctor Who)
Katarina es un personaje de ficción interpretado por Adrienne Hill en la longeva serie británica de ciencia ficción Doctor Who que apareció entre noviembre y diciembre de 1965. Se trataba de una habitante de la antigua Troya que se convirtió en breve acompañante del Primer Doctor. Estaba previsto que el personaje se quedara de forma permanente en la serie, pero sin embargo los guionistas cambiaron de opinión, y Katarina murió en su segundo serial, tras aparecer en apenas cinco episodios. De esta forma, fue la primera acompañante en morir en la serie. Fue sucedida como acompañante en The Daleks' Master Plan por Sara Kingdom, quien a su vez también murió en la misma historia.

## Historia del personaje
Katarina es presentada en el serial The Myth Makers, ambientado en la guerra de Troya. Es la doncella de la profetisa Cassandra, y ayuda a la tripulación de la TARDIS a sobrevivir a los sucesos del asedio. Cuando Steven Taylor es herido, ella le ayuda a entrar en la TARDIS mientras Vicki decide quedarse en Troya con el guerrero Troilo.
Se trata de una mujer dulce y sencilla que realmente no puede asimilar el hecho de que el universo entero acaba de abrirse ante ella, y piensa que está muerta y que el Doctor es un dios que le transporta a la otra vida. Se refiere a la TARDIS como un "templo", y literalmente adora al Doctor, llamándole "Señor" (para su enojo) y teniendo una fe ciega en él.
Durante The Daleks' Master Plan, Katarina es tomada como rehén por el prisionero huido Kirksen, quien demanda al doctor que le lleve a Kembel, un planeta conquistado por los Daleks. Para evitar que el Doctor acceda a las demandas de Kirksen, ella elige activar los controles del compartimento estanco en el que ella está encerrada, lanzándose a sí misma y a su captor al vacío del espacio.
A pesar de su breve duración en la serie, Katarina es importante por ser la primera de los acompañantes del Doctor que murió en pantalla, aunque sin embargo no fue la última.

## Supervivencia de imágenes
Katarina apareció en sólo cinco episodios. La BBC destruyó muchos episodios de Doctor Who en los setenta, y sólo sobrevivió íntegramente un episodio de Katarina, Day of Armageddon (segundo episodio de The Daleks' Master Plan). También sobrevivió una sola escena de Devil's Planet y otra de The Traitors (esta última, la escena de la muerte de Katarina).
Un breve fragmento de 8mm del final de The Myth Makers cuando se sincroniza con el audio completo del episodio, revela que en esa escena Katarina hablaba con el Doctor desde fuera de cámara.